# 流動廁所

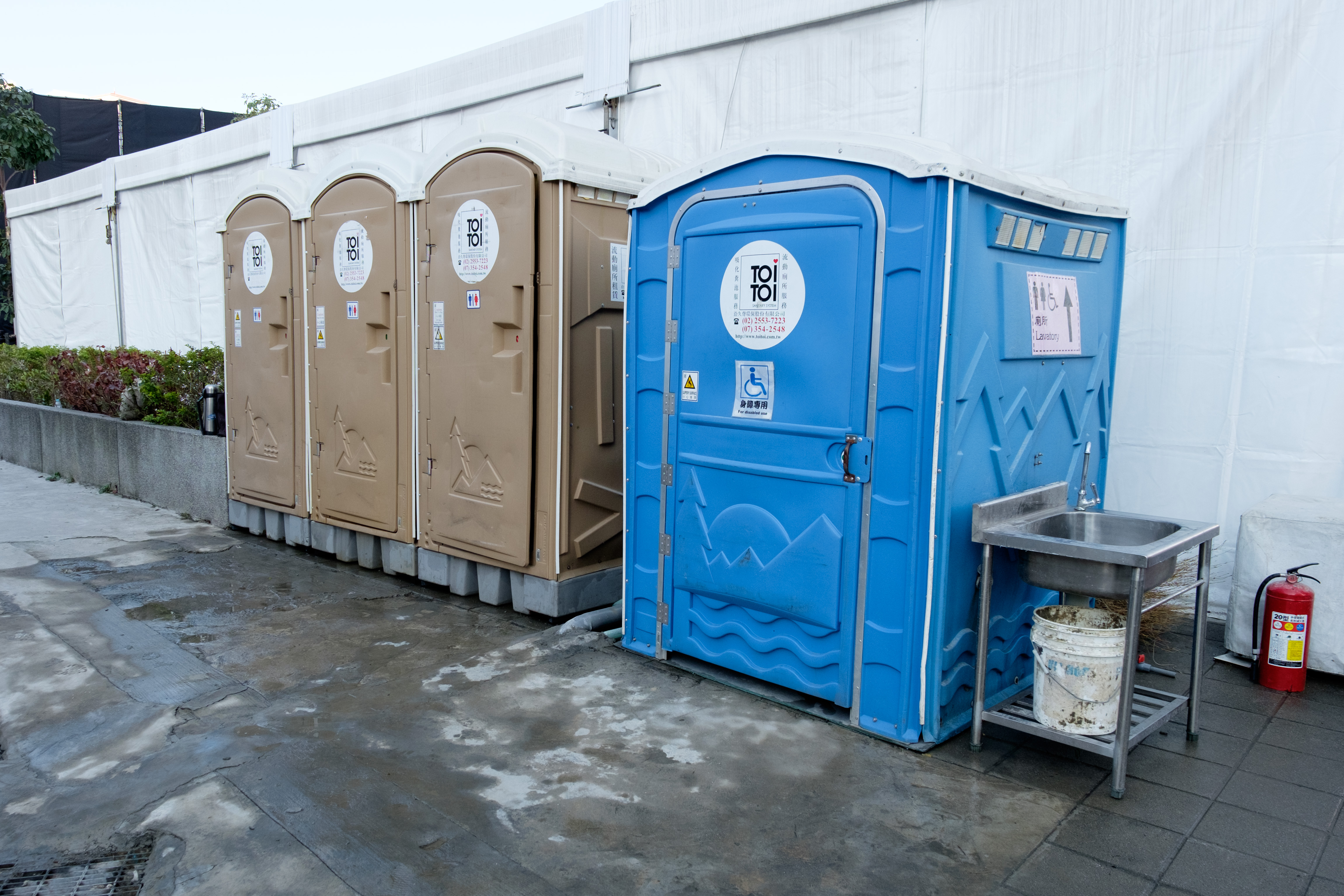
四部流動廁所，最右側的為無障礙廁所

流動廁所是一種可以隨意移动的馬桶以及廁所。大多数移動廁所不與下水道、污水處理管以及化糞池相連。便携式马桶常見於发展中国家的城市贫民窟以及营地、船隻、建筑工地、电影拍摄地以及大型户外聚会等場景。大多数移動廁所可以兩性共享。